# Spice Girls
Spice Girls je bivša britanska glasbena skupina, ustanovljena leta 1994. Sestavljalo jo je pet članic, ki so kasneje prevzele vzdevke, ki so jim jih nadeli: Melanie Brown (»Scary Spice«), Melanie Chisholm (»Sporty Spice«), Emma Bunton (»Baby Spice«), Geri Halliwell  (»Ginger Spice«) in Victoria Beckham, rojena Adams (»Posh Spice«). Ob začetku svoje kariere so podpisale pogodbo z založbo Virgin Records in leta 1996 izdale svoj debitantski singl, »Wannabe«, ki je zasedla vrh glasbenih lestvic v več kot tridesetih državah in je prispevala k temu, da je skupina postala svetovni fenomen. Njihov debitantski album Spice naj bi bil zaslužen za velik komercialen preboj teen pop glasbe v devetdesetih in po svetu so prodali več kot 28 milijonov izvodov; tako je album postal najbolje prodajan glasbeni album ženske skupine v zgodovini. Po svetu je skupina prodala več kot 80 milijonov izvodov singlov in albumov, s čimer je postala najbolje prodajana ženska glasbena skupina vseh časov, ena najbolje prodajanih pop skupin vseh časov in najuspešnejša britanska glasbena skupina od Beatlov.
Poleg mednarodno prodanih izvodov njihovih del se pri merjenju njihovega uspeha upošteva tudi njihovo uspešno turnejo po razhodu glasbene skupine (med letoma 2007 in 2008), komercialne tržne izdelke, dosežke, s katerimi so podrle veliko rekordov, ikonske simbole, kot je na primer obleka Union Jack z motivom britanske zastave, ki jo je nosila Halliwellova, predstavljanje podobe »girl power« skupine, komercialno uspešen film Spice World in njihove svetovno znane vzdevke. Glasbena skupina je postala ena od najbolje plačanih skupin vseh časov, saj je med letoma 1996 in 1998 zaslužila med 500 in 800 milijonov $; na leto naj bi torej zaslužila 75 milijonov $. Pod vodstvom njihovega mentorja in menedžerja Simona Fullerja je skupina pričela z uspešno linijo lastnih tržnih izdelkov in se redno pojavljala v britanskih in svetovnih medijih.
Leta 1996 je revija Top of the Pops vsaki članici nadela alias, ki so ga prevzeli mediji in one same. Novinar in biograf revije Rolling Stone, David Sinclair, je napisal, da so »Scary, Baby, Ginger, Posh in Sporty najbolje prepoznavne posamezne članice neke skupine od Johna, Paula, Georgea in Ringa.« V devetdesetih so bile članice skupine največje kulturne ikone in po podatkih ankete revije Trivial Pursuit, ki so jo izvedli na 1.000 ljudeh, je 80 % ljudi menilo, da je njihova podoba predstavnic »girl powra« preoblikovala desetletje. Bile so del »drugega vala« britanske glasbe v Združenih državah Amerike.

## Zgodovina

### 1992 – 1996: Ustanovitev in zgodnja leta
Sredi devetdesetih se je družina menedžerjev (Bob Herbert, Chris Herbert in Lindsey Casbon) namenila ustanoviti skupino dekliško skupino, ki bi lahko tekmovala z deškimi glasbenimi skupinami, ki so v srednjih in ob koncu devetdesetih prevladovale na pop glasbeni sceni: »Celotna scena najstniških glasbenih skupin je bila natrpana z deškimi glasbenimi skupinami, kot sta Take That in East 17. Meni se je zaradi tega vse zdelo dolgočasno, pritegnili so lahko le žensko občinstvo ... Čutil sem, da bi bilo otročje lahko zgraditi uspešno kariero, če bi lahko pritegnili tudi pozornost fantov.« Februarja 1994 je podjetje Heart Management - slednja je Herbertove povezala s Chicom Murphyjem – v reviji The Stage objavila oglas, v katerem so napisali: »IŠČEMO: ste stari od 18 do 23 let in znate plesati? Ste bistri, odprti, ambiciozni in vztrajni? Heart Management Ltd. je izjemno uspešno podjetje v glasbeni industriji, ki trenutno ustvarja koreografiran pevsko-plesni dekliški pop akt, ki bi posnel album. Odprta avdicija. Danceworks, 16 Balderton Street. Petek, 4. marec. 11:00-17:30. Prosim, prinesite note ali glasbo za spremljavo.« Približno 400 deklet, ki se je odzvalo na oglas, so poslali v studio Dance Works. Tam so jih razdelili v skupine po deset in jim naročili, naj plešejo na pesem »Stay« glasbene skupine Eternal. V nadaljevanju avdicije so morala dekleta zapeti samostojno. Victoria Adams je zapela pesem »Mein Herr«, Melanie Brown »Greatest Love of All«, Melanie Chisholm »I'm So Excited« in Michelle Stephenson »Don't Be a Stranger«. Po avdicijah so se morala dekleta vrniti domov in nekaj tednov počakati. Geri Halliwell je videla oglas za avdicijo, vendar je odšla na smučanje v Španijo in se avdicije zaradi sončnih opeklin na obrazu ni mogla udeležiti.
Aprila 1994 so poklicali najboljših dvanajst deklet. Odšle so v studio Nomis v Shepherd's Bushu. Ženske, ki so jih izbrali, so bile Suzanne Tinker (ki se druge avdicije ni udeležila), Melanie Laccohee, Lianne Morgan, Tracey Shield, Michelle Stephenson, Melanie Brown, Melanie Chisholm (ki se druge avdicije ni udeležila), Victoria Adams in še nekaj drugih. Geri Halliwell je oglas videla po dveh mesecih in se odločila, da bo nanj vseeno odgovorila. Pustili so, da se je z ostalimi dvanajstimi dekleti vseeno udeležila avdicije. Ko so prispele na avdicijo, so z vsako opravili individualen intervju, na katerem je Halliwellova zapela pesem »I Wanna Be a Nightclub Queen«. Po intervjujih so jih razdelili v tri skupine po štiri ženske in vsaka skupina je morala zaplesati na pesem »Just a Step from Heaven« skupine Eternal. V isto skupino so razvrstili Adamsovo, Brownovo, Stephensonovo in Morganovo. Tej skupini se je kasneje pridružila tudi Halliwellova, ki so jo naučile svoje plesne točke. Nato so zapele tudi posamezne pesmi, vsaka svojo; Brownova je zapela pesem »Queen of the Night«. Tem petim so medtem, ko so pile čaj, povedali, da so izbrali njih. Dekleta so se nato morala vrniti domov in počakati še nekaj tednov. Tinkerjeva je v izboru na prvi avdiciji sicer prišla v ožji krog, vendar se druge ni morala udeležiti, saj je imel njen vlak zamudo, ker so dobili anonimno prijavo, da je na vlaku bomba (čeprav ni bila); avdicije se ni želela udeležiti kasneje. Tudi Chisholmova je prišla v ožji krog, vendar se zaradi težav z glasilkami druge avdicije ni mogla udeležiti. Njena mama je poklicala vodje avdicije in jih prosila, naj dajo njeni hčeri drugo priložnost; ti so ji povedali, da so od vseh deklet na avdiciji izbrali deset najboljših, med njimi tudi Chisholmovo. Povedali so ji, da bodo njeno hčerko povabili na še eno avdicijo, če ne bodo izbrali pet najboljših ali če se jim bo nekaj deklet zdelo enako dobrih.
Teden dni kasneje so skupino petih deklet poklicali še enkrat in jih povabili na še eno avdicijo. Niso bili prepričani, koliko deklet bi radi v skupini. Če bi želeli štiri, bi morali eno od žensk odsloviti. Ponovno so se srečale v studiju Nomis. Morganovi so poslali pismo, v katerem so napisali, da izgleda prestara v primerjavi z ostalimi dekleti, in jo zamenjali s Chisholmovo. Dekleta so se morala naučiti pesmi »Signed, Sealed, Delivered« in jo zapeti, najprej posamezno, nato vse skupaj. Ob koncu avdicije so jim povedali, da bodo glasbena skupina. Nedeljo tistega tedna so preživele skupaj v hiši za goste v Surreyju. Popoldne so odšle v studio Trinity, kjer so se naučile pesmi »Take Me Away«. Tisti teden jih je učil Pepi Lemer. Nato so nastopile za Murphyja. Oblečene v različne črno-bele kombinacije so nastopile s pesmijo »Take Me Away«, kot je bilo načrtovano. Skupini so nadeli ime Touch in dekleta so se skupaj preselila v hišo v Maidenheadu, Berkshire, ki jo je imel v lasti Murphy, kjer jih je subvencioniralo podjetje Heart Management. Pomlad in poletje so preživele med vajami v hiši na Boyn Hill Roadu, Maidenhead. Chisholmova in Brownova sta si delili spalnico, Adamsova in Stephensova sta zavzeli drugo, Halliwellova pa je imela manjšo sobo le zase.
V prvih dveh mesecih je skupina posnela nekaj demo posnetkov v studiu South Hill Park v Bracknellu, Berkshire s producentom in lastnikom studia, Michaelom Sparkesom in tekstopiscem Timom Hawesom. Takrat so posnele pesem »Sugar and Spice«, ki jo je napisal Tim Hawes in iz naslova katere izvira ime njihovega banda. V studiu Trinity v Knaphillu, mestecu blizu Wokinga, Surrey, so se naučile tudi mnogo novih plesnih točk. Stephensonova je povedala, da so glasbeni skupini dodelili »pop [gradivo] za mlade«, vključno s pesmijo »We're Gonna Make It Happen«, ki je niso nikoli izdali. Kmalu je postalo jasno, da Stephensonova ni bila tako motivirana in v uspeh skupine ni verjela tako močno kot ostala dekleta, zato so se odločili, da jo bodo odpustili. Bob Herbert je dejal, da se »enostavno ni ujemala z ostalimi ... nikoli se ne bi zlila z ostalimi in moral sem ji naročiti, naj gre.« Stephensonova pa pravi, da je skupino zapustila sama, in sicer zato, ker je njena mama zbolela za rakom na prsih. Adamsova je dejala, da to ni res in da Stephensonova »enostavno ni bila pripravljena« delati toliko, kot preostala dekleta v skupini. Herbertovi so pričeli iskati zamenjavo zanjo in najprej naleteli na Abigail Kis. Ta je dva dneva kasneje menedžerjem skupine zapela soul pesem in ti so jo povabili k članstvu. Kakorkoli že, Kisova se je odločila, da se skupini ne bo pridružila, saj je menila, da je premlada in ni želela imeti težav s svojim fantom, ker bi morala več mesecev živeti z ostalimi dekleti. Menedžerji so nato poiskali takrat osemnajstletno Emmo Bunton, ki jo je predlagal učitelj petja Pepi Lemer. Buntonova je Herbertove takoj navdušila in julija 1994 so jo povabili k skupini, ki jo je sprejela z odprtimi rokami: »Takoj sem vedela, da je prava za nas,« je dejala Halliwellova. Poleti in jeseni tistega leta je skupina še naprej vadila in skupaj so dekleta napisala eno svojih prvih pesmi, »It's Just One of Those Days«. Menedžerje so prepričale, da so v studiju Trinity nastopile v kratkih oblekah, vendar so se odločili, da skupina še ni pripravljena na prvi nastop za založbo. Po nekaj mesecih so spremenili ime skupine v Spice in zgodaj novembra tistega leta so nameravale ponovno nastopiti v studiju Nomis.
Skupini je zato, ker niso podpisale pogodbe z nobeno založbo, primanjkovalo samozavesti in dekleta so bila naveličana smeri, po kateri jih je vodilo podjetje Heart. Oktobra 1994 je skupina z veliko novimi demo posnetki in naučenimi plesnimi točkami pričela iskati novo menedžersko agencijo. Boba Herberta so prepričale, da jim je decembra uredil nastop za tekstopisce in producente studija Nomis v Shepherds Bushu, kjer so jih sprejeli z »izjemno pozitivno« reakcijo. Zaradi velikega zanimanja za skupino so Herbertovi zanje hitro pripravili pogodbo. Ker pa so jih uslužbenci studija Nomis tako hvalili, so se dekleta obotavljala, preden so podpisala pogodbo, in poiskala nekaj odvetniških nasvetov; med drugim so obiskala tudi očeta Victorie Adams, Anthonyja Adamsa. Marca 1995 je bila skupina že naveličana dejstva, da njihovi menedžerji ne poslušajo njihovih idej in vizij, zato so ženske prekinile s sodelovanjem s podjetjem Heart Management. Da bi lahko ohranile nadzor nad svojim delom, naj bi ukradle pomembnejše dele svoje diskografije iz pisarn podjetja Heart Management. Isti dan je skupino izsledil producent Eliot Kennedy iz Sheffielda, ki je bil prisoten na njihovem nastopu v studiju Nomis in dekleta povabil k sodelovanju z njim. Predstavil jih je skupini producentov, imenovani Absolute, ki jih je predstavila Simonu Fullerju iz založbe 19 Entertainment. Dekleta so s Fullerjem pričela sodelovati in ta je marca 1995 z njimi podpisal pogodbo. Poleti tistega leta je skupina s Fullerjem pričela po Londonu in Los Angelesu iskati založbo in nazadnje so septembra podpisale pogodbo z založbo Virgin. Od takrat naprej in vse do poletja naslednjega leta so dekleta nadaljevala z intenzivnim pisanjem pesmi za svoj debitantski glasbeni album in pričela s potovanjem po zahodni obali Združenih držav Amerike, kjer so podpisale pogodbo z založbo Windswept Pacific.

### 1996 - 1997:Spicein preboj
7. junija 1996 so Spice Girls v Veliki Britaniji izdale svoj prvi singl, »Wannabe«. Nekaj tednov po izidu je videospot za pesem »Wannabe«, ki ga je režiral švedski režiser reklam Johan Camitz in so ga posneli aprila v dvorani St. Pancras v Londonu, izšel na glasbenem kanalu The Box. Videospot je takoj postal velika uspešnica in na kanalu so ga tedensko predvajali tudi petstodvakrat. Po izidu videospota je skupina prvič nastopila v živo, in sicer v oddaji kanala LWT, Surprise Surprise. Svoj prvi intervju so dekleta opravila za revijo Music Week. Julija 1996 je skupina opravila svoj prvi intervju z Paulom Gormanom, urednikom revije Music Week, in sicer v pariškem sedežu založbe Virgin Records. V intervjuju so članice povedale, da nameravajo spremeniti lestvice, saj želijo, da na njih preneha prevladovati britpop glasba ter da bodo nanje same prinesle »out-and-out pop«. Novinar je v članku napisal: »RAVNO, KO FANTJE s kitarami grozijo, da bodo zavladali pop življenju – Damonova uspešnica 'Smash Hits', Ash je na veliko uspel s pesmijo 'Big!' in Liam se ne more niti obrniti, ne da bi tabloidi to opazili – pride uporniška dekliška pop skupina, ki ima dovolj predrznosti, da poči ta balonček rokerjev.« Pesem je na britanski glasbeni lestvici debitirala na tretjem in nazadnje zasedla prvo mesto, kjer je ostala sedem tednov. Postala je svetovna uspešnica, saj je zasedla prvo mesto na lestvicah v več kot enaintridesetih državah in postala ne le najbolje prodajan debitantski singl ženske glasbene skupine, temveč tudi najbolje prodajan singl ženske skupine vseh časov.
Skupina je svoje naslednje single izdala v Veliki Britaniji in preostali Evropi, kjer je požela največ medijske pozornosti; oktobra je izdala pesem »Say You'll Be There«, ki je zasedla vrh britanske lestvice, kjer je ostala dva tedna. Decembra je kot singl izšla tudi pesem »2 Become 1«, ki je postala njihova prva božična uspešnica, saj je ravno takrat, v prvem tednu od izida, s 430.000 prodanimi izvodi zasedla prvo mesto na britanski glasbeni lestvici in postala najhitreje prodajan singl tistega leta. Z obema singloma je skupina še naprej nadaljevala z izjemno uspešno prodajo svojih del (zasedle so vrh lestvic v več kot triinpetdesetih državah) in zaslovele kot najuspešnejši pop akt na svetu. Novembra 1996 je skupina Spice Girls v Evropi izdala svoj debitantski album, Spice. Uspeh albuma je presegel vse uspešnice iz prejšnjih let in odziv javnosti na skupino so primerjali z Beatlemanio. V sedmih tednih so samo v Veliki Britaniji prodali 1,8 milijonov izvodov albuma Spice, skupina Spice Girls pa je z njim postala najhitreje prodajan britanski akt od Beatlov. Z vsemi prodanimi izvodi albuma v Veliki Britaniji je album postal tamkaj najbolje prodajan album ženske glasbene skupine ter prejel desetkratno platinasto certifikacijo in petnajst tednov ostal na prvem mestu britanske glasbene lestvice. V Evropi je album postal najbolje prodajan album leta 1997 in organizacija IFPI mu je podelila osemkratno platinasto certifikacijo za več kot 8 milijonov prodanih izvodov. Istega leta je skupina Spice Girls pritegnila množico 500.000 ljudi na Oxford Street, London, kjer so dekleta prižgala lučke na božičnem drevescu. Ob istem času je Simon Fuller pričel pripravljati milijon funtov vredno pogodbo za skupino s podjetji, kot so Pepsi, Walkers, Impulse, Cadbury in Polaroid. Decembra 1996 je skupina na podelitvi nagrad Smash Hits Awards v londonski areni prejela tri nagrade, vključno z nagrado za najboljši videospot za pesem »Say You'll Be There«.
Januarja 1997 je skupina pesem »Wannabe« kot singl izdala tudi v Združenih državah Amerike. Singl, ki so ga napisali Spice Girls, Richard Stannard in Matt Rowe, je pospešil uspeh skupine Spice Girls na ameriškem trgu, na katerem je bilo v tistem času izredno težko uspeti. Pesem je zasedla enajsto mesto na lestvici Billboard Hot 100. Ob istem času je pesem postala najbolje plačan debitantski singl glasbenega akta, ki ni izhajal iz Združenih držav Amerike ter tako podrl rekord, ki ga je prej postavila pesem »I Want to Hold Your Hand« Beatlov. Prvič po pesmi »Ironic« Alanis Morissette pa se je debitantski singl uvrstil tako visoko na lestvici Billboard Hot 100. Pesem »Wannabe« se je na lestvici po štirih tednih zavihtela na vrh. Februarja 1997 so album Spice izdali tudi v Združenih državah Amerike, kjer je postal najbolje prodajan album leta 1997 in prejel sedemkratno platinasto certifikacijo s strani organizacije Recording Industry Association of America (RIAA) za več kot 7,4 milijonov prodanih izvodov. Album je organizacija RIAA vključila tudi na svoj seznam 100 najboljših albumov vseh časov, ki je temeljil na podlagi prodaje albumov v Združenih državah. Vsega skupaj so po svetu prodali 28 milijonov izvodov albuma; tako je Spice postal najbolje prodajan album ženske glasbene skupine vseh časov.
Kasneje tistega meseca je skupina Spice Girls prejela dve nagradi BRIT Awards, in sicer za najboljši videospot (za »Say You'll Be There«) ter za najboljšo pesem (za »Wannabe«). Ob začetku podelitve nagrad BRIT Awards leta 1997 je skupina nastopila s pesmijo »Who Do You Think You Are«. Med nastopom je Geri Halliwell nosila kratko obleko Union Jack, ki je postala ena najbolj slavnih oblačil v zgodovini popa. Marca 1997 so v Evropi izdale dvojni singl, »Mama«/»Who Do You Think You Are«, zadnji singl z albuma Spice, ki je ponovno zasedel prvo mesto na mnogih glasbenih lestvicah, s čimer je skupina Spice Girls postala prva glasbena skupina po The Jackson 5, ki je izdala štiri zaporedne single, ki so zasedli prvo mesto lestvice Billboard Hot 100. Girl Power!, prva knjiga skupine Spice Girls in njihov manifest, je izšla v trgovinah Virgin Megastore kasneje tistega meseca. Le v enem dnevu so prodali 200.000 izvodov knjige, ki so jo nazadnje prevedli v dvajset različnih jezikov. Aprila so izdali knjigo Spice: the Official Video Volume One, ki so jo prodali v pol milijona izvodov. Maja je skupina Spice Girls na filmskem festivalu v Cannesu oznanila, da snema film z naslovom Spice World. Istega meseca je nastopila na prvem britanskem koncertu v živo, in sicer za britansko kraljevo družino. Na koncertu so dekleta prekršila kraljevi protokol, ko sta Mel B in nato še Geri Halliwell princa Charlesa poljubili na lica in ga uščipnili v zadnjico, s čimer sta si prislužili kar nekaj kritike. Na podelitvi nagrad Ivor Novello Awards je skupina prejela nagrado za mednarodno uspešnico leta in najbolje prodajan britanski singl leta za pesem »Wannabe«. Junija 1997 so članice pričele s snemanjem filma Spice World, s čimer so zaključile avgusta. Septembra tistega leta je skupina s pesmijo »Say You'll Be There« nastopila na podelitvi nagrad MTV Video Music Awards, kjer so bile nagrajene z nagrado v kategoriji za »najboljši plesni videospot« za pesem »Wannabe«. Na podelitvi nagrad Billboard Music Awards je skupina prejela štiri nagrade, in sicer v kategorijah za »najboljšega novega ustvarjalca leta«, »najuspešnejšo skupino na lestvici Billboard Hot 100 leta«, »album glasbene skupine leta« in »album leta« za album Spice.

### 1997 – 1998: Velik uspeh inSpiceworld
Oktobra 1997 so Spice Girls izdale prvi singl z albuma Spiceworld, »Spice Up Your Life«. Pesem se je na britansko glasbeno lestvico uvrstila 19. oktobra, kjer je zasedla prvo mesto in postala njihov peti zaporedni singl, ki mu je to uspelo. Istega meseca je Simon Fuller Spice Girls poslal na vzhod, kjer so priredile svoje prve velike koncerte, na primer koncert v Istanbulu, Turčija, kjer so nastopile pred 40.000 ljudmi. Kasneje so dekleta odpotovala v Južno Afriko, kjer so spoznale Nelsona Mandelo, ki je ob srečanju oznanil: »To so moje junakinje.« Tistega leta je njihova kariera dosegla svoj vrhunec. Novembra so izdale svoj drugi album, Spiceworld. Slednji je postal svetovna uspešnica: že v prvem tednu od izida so prodali sedem milijonov izvodov albuma, s čimer je to postal najhitreje prodajan album. S strani kritikov je prejel predvsem pozitivne ocene, le v Evropi, Kanadi in Združenih državah Amerike so prodali več kot 10, povsod po svetu pa 20 milijonov izvodov. Ker so jih v Združenih državah kritizirali, ker so svoj drugi album izdali le osem mesecev po prvem, pa tudi zaradi pretirane pozornosti, ki so je bile deležne doma, so se članice skupine Spice Girls pričele umikati iz medijev. Kritizirali so jih zaradi vseh sponzorskih pogodb, ki so jih podpisale – vsega skupaj jih je bilo več kot dvajset – in njihov uspeh na mednarodnih glasbenih lestvicah je naglo padel. Kljub temu je bila skupina najbolje prodajana pop glasbena skupina tako leta 1997 kot leta 1998.
7. novembra 1997 je skupina s pesmijo »Spice Up Your Life« nastopila na podelitvi nagrad MTV Europe Music Awards. Po tem nastopu se je skupina odločila, da bodo skupino pričele voditi same, zato so odpustile svojega menedžerja Simona Fullerja. Ta odločitev se je pojavila na naslovnicah svetovnih tabloidov. Veliko novinarjev je menilo, da je bil vzrok za uspeh skupine predvsem Fuller in njegove odločitve in v tistem trenutku je skupina izgubila svojega uspešnega vodjo in njegovo spodbudo. Decembra 1997 je izšel drugi singl z albuma Spiceworld, pesem »Too Much«. To je postala njihova druga božična uspešnica in šesti zaporedni singl, ki se je uvrstil na vrh britanske glasbene lestvice. Na podelitvi nagrad American Music Awards 26. januarja 1998 je skupina prejela tri nagrade: za najljubši pop album, najljubšega novega ustvarjalca in najljubšo pop skupino. Februarja 1998 je skupina Spice Girls prejela posebno britansko nagrado Brit Awards za njihov svetovni uspeh, saj so prodale več kot 32 milijonov albumov. Na podelitvi so nastopile tudi s svojim naslednjim singlom, »Stop«. To je bila njihova edina pesem, ki na britanski glasbeni lestvici ni zasedla prvega mesta (uvrstila se je na drugo). Pesem »Viva Forever« so skupaj s pesmijo »Never Give Up on the Good Times« na A-strani maja 1998 nameravali izdati kot naslednji singl z albuma, vendar je skupina te skoraj načrte opustila po odhodu Halliwellove. Kljub temu so se pesem odločili izdati in postala je njihov sedmi singl, ki je na britanski glasbeni lestvici zasedel prvo mesto; animirani videospot je prikazoval tudi Halliwellovo.
Zgodaj leta 1998 je skupina pričela s svetovno turnejo, ki jo je organiziral še Fuller in v sklopu katere so obiskale tako Evropo kot Severno Ameriko. Turneja Spiceworld Tour se je pričela 24. februarja s koncertom v Dublinu, Irska, nadaljevala s koncerti v osrednji Evropi, nato pa se je vrnila v Veliko Britanijo, kjer so dekleta nastopila dvakrat v areni Wembley in dvanajstkrat v areni NEC v Birminghamu. Čez celotno turnejo so nastopile pred 150.000 ljudmi. Med turnejo so posnele tudi nekaj posnetkov, ki so jih kasneje nameravale izdati kot album v živo, kar je potrdila tudi skupina sama: »Vsem smo pokazale, da obvladamo posel na odru, zdaj pa želimo posneti še album v živo za naše oboževalce.« Kljub temu, da so posnele nekaj večjih posnetkov, so te načrte kasneje opustile. Kasneje tistega leta so Spice Girls povabili zapeti pesem »How Does It Feel (To Be on Top of the World)« na angleškem svetovnem pokalu v nogometu, vendar so angleški nogometni oboževalci želeli, da bi nastopila skupina Lightning Seeds s pesmjo »Three Lions«, ki je prej omenjeno pesem premagala tudi pri uvrščanju na vrh britanske glasbene lestvice. Pesem »How Does It Feel (To Be on Top of the World)« je do leta 2007 ostala tudi zadnja pesem, ki jo je skupina posnela skupaj z Geri Halliwell.

### 1998 – 2000: Odhod Halliwellove,Foreverin premor
31. maja 1998 je Geri Halliwell oznanila, da zapušča skupino. Preko svojega odvetnika je izdala izjavo, v kateri je povedala: »Na žalost oznanjam, da zapuščam Spice Girls. Do tega je prišlo zaradi razlik med nami. Prepričana sem, da bo skupina še naprej ostala zelo uspešna in želim jim le najboljše.« Trdila je, da je trpela zaradi izčrpanosti in si želela premora. Njen odhod se je pojavil na naslovnicah vseh pomembnejših tabloidov in postal ena od največjih novic tistega leta, ki se je znašla na naslovnicah vseh svetovnih medijev. V nadaljnjih letih je Geri Halliwell pričela s samostojno kariero. Preostale štiri članice skupine so vztrajale pri skupini in odločile so se, da bodo s severnoameriško turnejo nadaljevale kot načrtovano, a večino drugih načrtov so morale spremeniti ali opustiti. To je tudi pomenilo, da so večino gradiva, ki so ga zgodaj leta 1998 posnele v dublinskem studiu Windmill Lane z Richardom Stannardom in Mattom Roweom, s katerima so sodelovale že več let, morale zavreči. Govorilo se je tudi, da so morale odpovedati vse načrte za sodelovanje s podjetjem Disney. Zaradi odhoda Halliwellove je podjetje Aprilia World Service BV, ki je proizvajalo motorna kolesa in skuterje, skupino tožilo. Halliwellova je preostale članice o svojih načrtih za odhod iz skupine obvestila že 9. marca 1998, vendar so dekleta pogodbo s podjetjem AWS vseeno podpisala, prvič 24. marca in drugič 30. aprila, 4. maja pa so se udeležile snemanja reklame za podjetje v Milanu in s pogodbo zaključile 6. maja. Angleško in valižansko sodišče je skupino obtožilo zavajanja in podjetju pustilo, da je razveljavilo pogodbo, ki jo je podpisalo z njimi. Danes je to glavni primer zavajanja v angleškem zakonu.
Zadnji singl z albuma Spiceworld je bila pesem »Viva Forever«. Videospot za singl so ustvarili že pred odhodom Geri Halliwell in vključuje dekleta v animirani obliki – zaradi turneje so bila prezaposlena, da bi ga posnela sama. Na začetku so ga nameravali izdati kot A-stran pesmi »Never Give Up on the Good Times«, vendar so te načrte opustili iz več razlogov, predvsem pa zaradi pomanjkanja časa (članice niso imele časa, da bi ponovno posnele dve pesmi, ni bilo časa, da bi preuredili vokale Halliwellove in jih ponovno vključili na obe pesmi ali da bi posneli videospota za obe pesmi). S svojo severnoameriško turnejo so požele mnogo uspeha. Pričela se je 15. junija v West Palm Beachu, z njo pa so zaslužile 60 milijonov $, saj so kar štirideset koncertov razprodali. Med turnejo po Združenih državah Amerike so Spice Girls nadaljevale s snemanjem novega gradiva in izdale nov singl, »Goodbye«, ki je izšel tik pred božičem 1998. Javnost je njihovo novo pesem videla kot posvetilo Halliwellovi in prodajala se je tako dobro, da je zopet zasedla vrh britanske glasbene lestvice ter postala njihova tretja božična uspešnica – pred njimi so bila edina skupina, ki jim je to uspelo, Beatli. Pesem je postala tudi ena najuspešnejših pesmi v devetdesetih v Kanadi, kjer je šestnajst tednov ostala na vrhu njihove glasbene lestvice. Kasneje tistega leta sta se Buntonova and Mel C brez preostalih članic udeležili podelitve nagrad MTV Europe Music Awards, kjer je bila skupina že drugič nagrajena z nagradama za najboljši pop akt in najboljšo skupino. Pozno leta 1998 sta tako Adamsova kot Brownova oznanili, da sta noseči; Brownova se je poročila z Jimmyjem Gulzerjem in nekaj časa delovala pod imenom Mel G. Februarja 1999 je rodila sina Phoenixa Chija. Mesec dni kasneje je Adamsova rodila sina Brooklyna. Kasneje se je poročila z očetom svojega otroka, nogometašem moštva Manchester United, Davidom Beckhamom. Njuna poroka na Irskem je pritegnila veliko medijske pozornosti. Od poroke dalje je bila tudi profesionalno poznana kot Victoria Beckham.
Avgusta 1999 so se Spice Girls po osemmesečnem premoru vrnile v studije in pričele snemati svoj tretji glasbeni album. Z ameriškimi producenti, kot so Rodney Jerkins, Jimmy Jam in Terry Lewis so nameravale ustvariti bolj odrasel album. Decembra 1999 so nastopile na britanski turneji, imenovani Christmas in Spiceworld, katere koncerte so organizirali v Londonu in Manchestru, kjer so nastopile tudi s pesmimi z njihovega novega albuma. V letu 1999 so posnele lastno različico Amnerisove pesmi »My Strongest Suit« za konceptualni album Elton John and Tim Rice's Aida, ki je temeljil na Verdijevi operi Aida. Leta 2000 so ponovno nastopile na podelitvi nagrad BRIT Awards, kjer so bile nagrajene z nagrado v kategoriji za »izstopajoče dosežke v glasbi«. Kljub temu, da je bila tudi sama prisotna na podelitvi nagrad, se Halliwellova preostalim članicam skupine ni pridružila na odru. Novembra 2000 je izšel njihov tretji glasbeni album, Forever. Albuma, ki je vključeval več R&B kot pop pesmi, javnost ni sprejela tako dobro kot njegove prehodnike in prodali so le 5 milijonov izvodov albuma.
Da bi nastopila na več krajih, se je skupina začasno razšla in vsaka članica je obiskala svojo državo; Victoria Beckham in Emma Bunton sta, na primer, nastopali v Severni Ameriki, Melanie B in Melanie C pa sta istočasno se osredotočili na Evropo. Album je na ameriški glasbeni lestvici (Billboard 200) zasedel enaintrideseto mesto. Album so v Veliki Britaniji izdali isti teden kot Westlifeov album Coast to Coast; oba albuma sta se prodajala zelo dobro in mediji so predhodno ugibali, kateri od njiju bo zasedel prvo mesto britanske glasbene lestvice, kar je nazadnje uspelo albumu Coast to Coast, album Forever pa se je uvrstil na drugo mesto. Glavni singl z albuma, pesmi (ena na A in druga na B-strani) »Holler«/»Let Love Lead the Way«, je požela nekaj uspeha – postal je deveti singl Spice Girls, ki je zasedel prvo mesto na britanski lestvici. Vseeno pa se singl ni uvrstil na lestvico Billboard Hot 100, temveč le na lestvico Billboard Bubbling Under Hot 100 Singles, kjer je zasedel sedmo mesto. Pesem »Holler« se je leta 2001 uvrstila na enaintrideseto mesto Billboardove lestvice najuspešnejših plesnih in klubskih pesmi.
Edini pomembnejši nastop glasbene skupine s tem singlom je bil na podelitvi nagrad MTV Europe Music Awards novembra 2000. Z le nekaj nastopi na ameriški televiziji skupina albuma ni promovirala prav veliko; njihov zadnji koncert je bil decembra 2000. Izdale so nekaj promocijskih singlov (»Tell Me Why«, »Weekend Love« in »If You Wanna Have Some Fun«), a na nezadovoljstvo oboževalcev z albuma Forever niso izdale nobenih singlov več, saj so se še preostale članice skupine razšle in se osredotočile vsaka na svojo samostojno kariero. Decembra 2000 je skupina neuradno potrdila, da si bodo članice za nedoločen čas vzele nekaj premora in da se bodo tako, kot so predvidele že prej, osredotočile raje vsaka na svojo kariero; vseeno pa so poudarile, da se skupina ne razhaja.

### 2007 – 2008: Vrnitev inGreatest Hits
Govorilo se je, da se je skupina Spice Girls za ponovno združitev odločila decembra 2006. Januarja 2007 so Spice Girls pričele s kampanjo za »oboževalce«, da bi se njihova pesem »Stop« ponovno uvrstila na glasbene lestvice. Datum, ki so ga izbrali za začetek kampanje, je bil isti teden kot načrtovana tiskovna konferenca. 28. junija 2007 so se bivše članice skupine zbrale na tiskovni konferenci v areni O2, kjer so izrazile svojo namero po ponovni združitvi. Mediji so o načrtih za ponovno združitev govorili že dolgo, a skupina je govorice končno potrdila šele ob začetku svoje svetovne turneje, katere prvi koncert so organizirali 2. decembra 2007 v Vancouvru. Filmski ustvarjalec Bob Smeaton je režiral dokumentarni film o njihovi ponovni združitvi, ki je nosil naslov Spice Girls: Giving You Everything in ki je prvič izšel na avstralskem kanalu Fox 8 16. decembra 2007, kmalu zatem, 31. decembra, pa še na britanskem kanalu BBC 1.
Vstopnice za njihov prvi koncert v sklopu turneje The Return of the Spice Girls v Londonu so prodali v osemintridesetih sekundah. Poročali so, da se je za vstopnice za tisti koncert preko njihove spletne strani zanimalo več kot 1 milijon Britancev ter več kot 5 milijonov ljudi iz drugih držav. Skupina se je odločila v Londonu prirediti še šestnajst koncertov in vstopnice za slednje so se ravno tako takoj razprodale. Razprodali so tudi mnogo vstopnic za ameriške koncerte, in sicer za koncerte v Las Vegasu, Los Angelesu in San Joseju, zato so tamkaj organizirali več koncertov. Oznanili so, da bodo Spice Girls nastopile tudi na koncertih v Chicagu, Detroitu (Auburn Hills) in Bostonu, zaradi zahtev oboževalcev pa so se odločile organizirati še več koncertov v New Yorku. Na prvem koncertu v Kanadi so pred 15.000 ljudmi zapele dvajset pesmi v osmih različnih kostumih. Poleg razprodane turneje je skupina postala tudi obraz za promocijo britanske verige supermarketov, Tesco. Glasbeni skupini naj bi po poročanju za njihovo sodelovanje pri Tescovih oglasih plačali 5 milijonov £.
Njihov prvi singl po več letih, »Headlines (Friendship Never Ends)«, je postal uradna himna tistega leta dobrodelne organizacije Children in Need. Izdale so ga 5. novembra 2007. Skupina Spice Girls je prvič skupaj nastopila na odru v gledališču Kodak v Hollywoodu, kjer so dekleta nastopila na modni reviji Victoria's Secret. Tam so nastopila z dvema pesmima, singlom »Stop« z albuma z njihovimi največjimi uspešnicami iz leta 1998 ter singlom »Headlines (Friendship Never Ends)«. Kanal CBS je 15. novembra 2007 njihov nastop posnel in ga izdal 4. decembra. S pesmijo so nastopile tudi 16. novembra 2007 v Los Angelesu na BBC-jevem koncertu v živo za organizacijo Children in Need, kjer so nosile obleke, ki jih je oblikoval Roberto Cavalli. Ob izidu je pesem zasedla enajsto mesto britanske glasbene lestvice in tako postala njihov najmanj uspešen singl, kar ostaja še danes. Njihov album je bil uspešnejši, saj je na britanski glasbeni lestvici zasedel drugo mesto.
1. februarja 2008 so oznanili, da bodo članice skupine Spice Girls s svojo turnejo zaradi zasebnih in družinskih razlogov zaključile po njihovem koncertu 26. februarja 2008 v Torontu; tako so odpovedale koncerte v Pekingu, Hong Kongu, Šanghaju, Sydneyju, Cape Townu in Buenos Airesu. Marca 2008 je skupina na podelitvi nagrad 95.8 Capital Awards prejela nagrado za ikono leta; nagrado sta sprejeli Buntonova in Chisholmova. Junija istega leta so na podelitvi nagrad Glamour Awards prejele nagrado za najboljšo glasbeno skupino, ki so jo sprejele Buntonova, Brownova in Halliwellova. Septembra so na podelitvi nagrad Live Vodafone Music Awards prejele nagrado za najboljšo vrnitev v živo; v tej kategoriji so premagale glasbene skupine, kot sta Led Zeppelin in Sex Pistols. Nagrado je prejela Buntonova.

### 2010 – 2012: MuzikalViva Foreverin londonske Olimpijske igre
Leta 2010 je bila skupina Spice Girls nominirana za nagrado BRIT Awards v kategoriji za »najboljši nastop v tridesetem letu« za njihov ikonski nastop s pesmima »Wannabe« in »Who Do You Think You Are«. Skupina je nagrado tudi dobila in sprejeli sta jo Halliwellova in Brownova. V tistem letu so skupina Spice Girls in Simon Fuller pričeli sodelovati z Judy Craymer in Jennifer Saunders, da bi skupaj ustvarili muzikal z njihovimi pesmimi z naslovom Viva Forever. Čeprav dekleta v muzikalu niso nameravala nastopiti, so imela velik vpliv na izbrano igralsko zasedbo ter na izbiro zgodbe (za kar po navadi poskrbijo producenti); nameravali so ustvariti podoben muzikal kot je muzikal Mamma Mia! glasbene skupine ABBA. Dve leti kasneje, junija 2012, se je glasbena skupina po štirih letih prvič ponovno zbrala za tiskovno konferenco za muzikal Viva Forever v Londonu. Konferenco so priredili v londonskem hotelu St. Pancras Renaissance, kjer je skupina pred natanko šestnajstimi leti posnela svoj prvi in najuspešnejši videospot, »Wannabe«.
Avgusta 2012 je skupina Spice Girls po mnogih ugibanjih javnosti in medijev s pesmima »Wannabe« in »Spice Up Your Life« nastopila na zaključni prireditvi ob koncu poletnih Olimpijskih iger; članice so se ponovno združile le za ta nastop. Njihov nastop je požel veliko pozornosti javnosti in postal največkrat omenjen dogodek Olimpijskih iger na Twitterju, saj so ga tisti večer omenili več kot 116.000-krat na minuto.
Decembra 2012 so se članice skupine Spice Girls ponovno združile, saj so se zbrale skupaj na premieri muzikala Viva Forever pred gledališčem Piccadilly na West Endu. Poleg promocije muzikala je skupina sodelovala še na enem projektu, in sicer na dokumentarnem filmu Spice Girls' Story: Viva Forever!, izdanem 24. decembra 2012 na kanalu ITV1.

## Vpliv na kulturo in zapuščina

### Britanska glasbena scena
Podoba glasbene skupine Spice Girls je namenoma pritegnila pozornost mladih deklet, občinstva primerne velikosti in potenciala; razpon njihovih del je dosegal le meje njihovega ciljnega demografskega občinstva, namen petih značilnih osebnosti članic pa je bil to, da so se oboževalci zagotovo lahko poistovetili z eno ali drugo. Vzdevki, ki so jih dodelili vsaki članici, so takšnemu načinu trženja zelo pomagali; tovrstno trženje je bilo podobno prodaji otroških knjižnih serij, kjer je v zgodbo vključenih več likov z zelo različnimi osebnostmi. Kmalu po izidu pesmi »Wannabe« se je skupina pojavila v reviji Top of the Pops, kjer so jim dodelili vzdevke, ki so ustrezali njihovim osebnostim: Adamsova je postala »Posh Spice«, Buntonova »Baby Spice«, Brownova »Scary Spice«, Halliwellova »Ginger Spice«, Chisholmova pa »Sporty Spice«.

### »Girl power«
»Girl power« (sl. »dekliška moč«) je ime, ki so ga nadeli socialnemu fenomenu in ki je naletel na mešane reakcije. Fraza je bila oznaka predvsem za vidik post-klasične neo-feministične okrepitve, ki jo je izražala glasbena skupina; da ni treba, da se čuten in ženstven izgled ter enakost med spoloma medsebojno izključujeta. Ta koncept pa pred prihodom Spice Girls pop svetu ni bil neznan; tako Madonna kot Bananarama sta si zgradili podobno podobo. Frazo, ki jo je leta 1993 uvedla indie glasbena skupina Helen Love in je bila naslov albuma britanskega pop dueta Shampoo iz leta 1995, je želela uporabiti že londonska a capella dekliška skupina, imenovana Mint Juleps iz leta 1987, ki so v sodelovanju s producentom Trevorjem Hornom izdale pesem »Girl to the Power of 6«. Pesem je bila podobna vsem ostalim singlom iz osemdesetih, vendar so članice tako kot Spice Girls s pesmijo »Wannabe« predstavile vsaka svojo značilno osebnost. V njej so večkrat omenile frazi »Girl to the Power« (»dekle k moči«) in »Girl power«, žensko občinstvo pa so pozivale k okrepitvi, združenju in zvestobi. Pesem ni požela veliko uspeha, po vsej verjetnosti so jo izdale pred svojim časom. Šele čez devet let, ko je na sceno prišla skupina Spice Girls s pesmijo »Wannabe«, je koncept »girl powra« vstopil v zavest povprečnega posameznika. Verzija skupine Spice Girls je pri tem bila zelo pomembna . Njihovo sporočilo okrepitve je privlačilo tako majhne deklice kot najstnice in odrasle ženske, med ženskim občinstvom pa je poudarilo pomembnost trdnega prijateljstva in zvestobe.
Njihovo vztrajno zastopanje »girl powra« jih je kot glasbeno skupino za žensko občinstvo naredilo še bolj privlačne. Nekateri kritiki so menili, da je to le še en način trženja in promocije, drugi pa so kritizirali njihov poudarek na izgledu, saj jih je skrbel njihov potencialni vpliv na samozavest mladih deklet, na katera je lahko nareiti vtis. Kljub temu je fraza postala kulturni fenomen in mantra milijonov mladih deklet; vključili so jo celo v oxfordski slovar angleškega jezika. Ob povzemanju koncepta je Ryan Dawson napisal: »Spice Girls so britansko kulturo spremenile tako radikalno, da se njihov vpliv na 'girl power' sedaj zdi popolnoma nepomemben.«

### »Cool Britannia«
Izraz »Cool Britannia« je postal vidnejši ob promociji medijev. Predstavljal je novo politično in družbeno vzdušje, ki je nastalo ob napredku britanske delavske stranke (New Labour) in Tonyja Blaira. Po osemnajstih letih konzervativne vlade so bili Tony Blair in njegova stranka v očeh javnosti mladi in zanje zelo privlačni, saj bi bili glavni faktor pri tem, da bi preostali svet Veliko Britanijo pričel obravnavati kot modno. Čeprav niso bile odgovorne za pojav »Cool Britannie«, so Spice Girls s svojim prihodom prispevale k novi podobi Velike Britanije in rasti popularnosti britanske, ne ameriške pop glasbe. To dejstvo so poudarili tudi na podelitvi nagrad BRIT Awards leta 1997. Skupina je na tej podelitvi nagrad prejela dve nagradi, a največ svetovne medijske pozornosti je prejela Halliwellova, ki je med nastopom nosila obleko Union Flag, ki je postala simbol »Cool Britannie«.

### Ikonski status v devetdesetih
Obleka Union Jack, ki jo je Halliwellova nosila ob najrazličnejših priložnostih, je dosegla ikonski status in postala eden največjih simbolov pop kulture devetdesetih. Nazadnje so jo ob velikem zanimanju oboževalcev prodali na dobrodelni dražbi v kavarni Hard Rock Cafe v Las Vegasu za rekordnih 41.320 £, s čimer se je Halliwellova uvrstila v Guinessovo knjigo rekordov kot pop zvezdnica, ki je nosila najdražje oblačilo, kar jih je bilo kdaj prodanih. Obleka je bila le ena od mnogih reči, ki jih je skupina Spice Girls darovala za dražbo; vsega skupaj so z njihovimi prispevki zbrali 146.511 £.
Ikonski simbolizem skupine Spice Girls v devetdesetih je prispeval tudi k trženju njihovih izdelkov in voljnosti za sodelovanje v svetovnih medijih. Članice so oglaševale veliko izdelkov in podjetji in celo posmehljivo oponašale same sebe v videospotu za pesem »Spice Up Your Life«, v katerem skupina leti v vesolje, obkrožena z najrazličnejšimi plakati in oglasi, ki vključujejo njih same. Ker so se redno pojavljale v medijih, so se uveljavile kot fenomen – ikona desetletja in britanske glasbe. Glasbena skupina je zasedla deseto mesto na seznamu 101 razlog, zakaj so bila devetdeseta tako dobra kanala E!.
Spice Girls so dosegle nekaj uspeha tudi kot »gejevske ikone«, posebej v Veliki Britaniji. V anketi, s katero so zbirali 50 največjih gejevskih ikon vseh časov, na katero je odgovarjalo več kot 5.000 istospolno usmerjenih moških in žensk, je Victoria Beckham zasedla dvanajsto, Geri Halliwell pa triinštirideseto mesto. Halliwellova se je na podelitvi nagrad MTV Video Music Awards leta 1998 norčevala iz svojega videza kot Ginger Spice: »Kot ste najbrž že opazili, nič več nisem oblečena kot transvestit.« Med nekim intervjujem je Emma Bunton razložila, zakaj ima skupina toliko homoseksualnih oboževalcev: »Zares smo bile počaščene zaradi tako velike količine gejevskih oboževalcev, ker se spoznajo na modo in pesmi ... Počaščena sem, da imam toliko homoseksualnih oboževalcev, to je neverjetno.«
Deset let po izidu njihovega prvega singla je skupino Spice Girls 80 % Britancev (v anketo, izvedeno za igro »Trivial Pursuit«, so vključili 1.000 ljudi) izglasovalo za največjo kulturno ikono devetdesetih, saj so po njihovem mnenju članice s svojo podobo predstavnic »girl powra« preoblikovale desetletje.

### Spicy Crispy Chicks
Leta 1997 je ameriška veriga restavracij s hitro hrano Jack in the Box želela kapitalizirati uspešnost skupine Spice Girls v Ameriki in pričeti z oglaševalno kampanjo, v kateri bi nastopala izmišljena glasbena skupina, imenovana 'Spicy Crispy Chicks' (ime, ki naj bi spominjalo na Spice Girls). Komične reklame, ki so jih predvajali na nacionalni televiziji, so promovirale nov sendvič »Spicy Crispy Sandwich«, dekleta pa so v reklami oponašala Spice Girls in plesala »na Jack groove«. Koncept reklam Spicy Crispy Chicks so uporabili kot model za reklame »Meaty Cheesy Boys« Na podelitvi nagrad Association of Independent Commercial Producers (AICP) leta 1998 so ustvarjalci teh reklam prejeli nagrado za humor.

### Modni trendi in vzdevki
Ko so dekleta postala popularnejša, je njihova podoba postala tako pomembna kot njihova glasba. Ob začetku svoje kariere so imele članice bolj preprost videz in podobo vsakdanjega britanskega dekleta. Ko pa je njihova kariera postala tako uspešna, da so se uveljavile kot svetovni fenomen, so se skupaj s svojim menedžerjem Simonom Fullerjem pričele zavedati vpliva njihovih podob. Spice Girls so kmalu postale opazne s svojimi oblekami in frizurami ter postale modne ikone devetdesetih. Poleti leta 1996 jim je novinar revije Top of the Pops, Peter Loraine, na podlagi njihovih javnih podob in osebnosti dodelil posamezne vzdevke, kar je vplivalo na njihovo nadaljnje oblikovanje podobe. Dekleta so pričela početi nekaj, česar ob začetku svoje kariere niso: začela so oblikovati vsaka svojo podobo v medijih in vsaka je prevzela značilen videz.
- Victoria Beckham: Victoriji so dodelili vzdevek Posh Spice, ker je prihajala iz bogatejše družine srednjega sloja, pa tudi zaradi njene kratke rjave frizure in vzvišenega odnosa, njenih oblek, ki so jih oblikovali pomembni modni oblikovalci in njene ljubezni do čevljev z visoko peto.
- Melanie Brown: Melanie (imenovana tudi Mel B) so klicali Scary Spice zaradi njenega bolj direktnega odnosa, značilnega leedškega naglasa, globokega smeha, preluknjanega jezika, načina oblačenja (pogosto je bila oblečena v oblačila z leopardjim vzorcem), njene značilne »afro« frizure in zaradi dejstva, da je bila edina temnopolta članica skupine
- Emma Bunton: Emma je prevzela vzdevek Baby Spice, saj je bila najmlajša v skupini, svoje dolge svetle lase pogosto spela v kitke, nosila punčkaste obleke in imela nedolžen nasmeh ter dekliško osebnost.
- Melanie Chisholm: Melanie (imenovana tudi Mel C) so nadeli vzdevek Sporty Spice, saj je pogosto nosila trenirke, si lase spenjala v konjski rep, ker je imela sloves zdržljivega dekleta in ker je imela na obeh rokah tatuje. Tudi v resnici se je veliko ukvarjala s športom in v videospotih ter med nastopi je pogosto izvajala kolesa ter salte.
- Geri Halliwell: Geri je bila poznana kot Ginger Spice zaradi njene »živahnosti, zaleta in živo rdečih las.« Pogosto je nosila nenavadne kostume, kot je bila ikonska obleka Union Jack. Geri so nekateri videli kot de facto vodjo skupine, in sicer zaradi njenih artikuliranih pogovorov z mediji in zanimanja za poslovno vodenje skupine.

## Medijska podoba
Spice Girls so postale medijske ikone v Veliki Britaniji in se redno pojavljale v britanskih medijih; ob vrhuncu njihove svetovne slave leta 1997 so jim paparazzi nenehno sledili povsod, kamor so šle, saj so želeli podrobno poročati o vseh govoricah in zgodbicah o njih, kot je bilo na primer domnevno razmerje Emme Bunton in menedžerja Simona Fullerja ali nenehne govorice o razhodu skupine, ki so jih tabloidi omenjali kar naprej. Tudi o prepirih in konfliktih med članicami skupine so se znašli na naslovnicah svetovnih medijev, predvsem napetosti med Geri Halliwell in Melanie Brown; ti dve naj bi se bojevali za nadvlado v skupini. Brownova, ki je kasneje priznala, da je bila do Halliwellove včasih »pasja«, je dejala, da sta na prepire že pozabili. Govorice so dosegle svoj vrhunec, ko so Spice Girls zato, da bi imele več nadzora nad svojimi deli, odpustile svojega menedžerja Simona Fullerja, ki naj bi zato, da bi podrobnosti o odpustitvi zadržal zase, prejel odpravnino v višini 10 milijonov funtov. Nekaj mesecev kasneje, maja 1998, je skupino zapustila tudi Halliwellova, in ker so ravno takrat govorice o njenih prepirih z Brownovo dosegle svoj vrhunec, se je njena odločitev pojavila na naslovnicah mnogih svetovnih medijev ter postala najpomembnejša novica v zabavni industriji tistega leta.
Februarja 1997 je na podelitvi nagrad BRIT Awards Geri Halliwell med nastopom Spice Girls nosila obleko Union Jack, ki se je naslednjega dne pojavila na naslovnicah vseh časopisov. Med podelitvijo nagrad je Halliwellovi obleka dvakrat zdrsnila navzdol, tako da se je videlo njeno oprsje, s čimer si je prislužila precej kritike. Istega leta je bila Halliwellova vpletena v podoben škandal: objavili so njene kontroverzne gole fotografije, posnete v začetku njene kariere. Glede na informacije, izdane v dokumentarnem filmu Giving You Everything, naj bi že pred objavo za fotografije vedela tudi preostala dekleta, vendar je ta škandal med članicami skupine povzročil nekaj napetosti, od katere si niso nikoli opomogle.
Tudi zgodbice o njihovih srečanjih s preostalimi slavnimi osebami so se pogosto znašle v medijih; maja 1997 sta, na primer, na 21. koncertu The Prince's Trust Mel B in Geri Halliwell prekršili kraljevi protokol, ko sta princa Charlesa poljubili na lica in ga pustili zamazanega s šminko, kasneje pa mu je Halliwellova dejala: »Zelo si seksi,« in ga uščipnila v zadnjico. Novembra je britanska kraljeva družina izjavila, da so njeni člani, predvsem princ Charles in njegov sin, princ Harry, oboževalci Spice Girls. Istega meseca je južnoafriški predsednik Nelson Mandela ob srečanju z njimi dejal: »To so moje junakinje. To je eden od največjih trenutkov v mojem življenju.« Na srečanju je bil prisoten tudi princ Charles, ki je ob tej priložnosti dejal: »To je drugi največji trenutek v mojem življenju, največji je bil, ko sem jih spoznal.« Leta 1998 je revija, ki sicer največkrat poroča o videoigrah, imenovana Nintendo Power, ustvarila nagrado, imenovano Nagrada za bolj nadležne, kot so Spice Girls (The More Annoying Than The Spice Girls Award), k čemur so dodali: »Se sprašujete, kaj bi bilo lahko leta 1997 bolj nadležno kot Spice Girls?«
Victoria Adams je z nogometašem Davidom Beckhamom pričela hoditi leta 1997, ko sta se spoznala na dobrodelni nogometni tekmi. Par je leta 1998 oznanil svojo zaroko in od takrat naprej so ju mediji omenjali le še z njunim vzdevkom, »Posh and Becks«.

## Ostalo

### Filmi
Junija 1997 je skupina pričela snemati svoj prvi film z Bobom Spiersom kot režiserjem. Film, katerega namen je bila promocija njihovega takratnega albuma, je bil posnet v podobnem komičnem stilu in imel podobno vsebino kot filmi Beatlov iz šestdesetih, na primer A Hard Day's Night. Namen te komedije je bilo prikazati duha skupine Spice Girls, v njem pa je nastopilo tudi več drugih zvezd, kot so Roger Moore, Hugh Laurie, Stephen Fry, Elton John, Richard O'Brien, Jennifer Saunders, Richard E. Grant, Elvis Costello in Meat Loaf. Film Spiceworld: The Movie so izdali decembra 1997 in takoj ob izidu je postal finančno zelo uspešen. 25. januarja 1998 si je prislužil naziv najbolje prodajanega filma ob prvem vikendu, izdanega v času Super Bowla, saj je zaslužil kar 10.527.222 $. Vsega skupaj je film nazadnje po svetu s prodanimi vstopnicami za kinomatografe in prodanimi DVD-ji zaslužil več kot 100 milijonov $; le v Združenih državah Amerike je film zaslužil 30, v Veliki Britaniji 11, drugod po svetu pa 77 milijonov $. Kljub temu, da je bil tako komercialno uspešen, pa so kritiki filmu dodelili v glavnem negativne ocene; leta 1999 je bil nominiran za sedem zlatih malin, Spice Girls pa so prejele nagrado v kategoriji za »najslabšo igralko«.

### Televizija
Prva televizijska specijalka, ki so jo posnele Spice Girls, je bila dokumentarna oddaja o njihovem življenju v letih 1996 in 1997, naslovljena One Hour of Girl Power. Kasneje so izdale še televizijsko specijalko Girl Talk, v kateri je vsaka od članic posebej povedala nekaj o sebi in o skupini. Aprila 1997 so se Spice Girls pojavile v popularni ameriški televizijski oddaji Saturday Night Live, kjer so nastopile s singloma »Wannabe« in »Say You'll Be There«. Novembra 1997 so na britanskem kanalu ITV izdali oddajo An Audience with...The Spice Girls. Ob premieri kanala Channel 5 so v eni od prvih oddaj, predvajanih na njem, zapele pesem »Power of Five«. V Veliki Britaniji si je oddajo ogledalo 11,8 milijonov ljudi, kar je kar ena petina vse populacije. Decembra 1997 je izšel njihov prvi ameriški dokumentarni film Too Much Is Never Enough, ki je govoril o njihovi reakciji na nenadno slavo, na katero so naletele po vsem svetu. Januarja 1998 so se pojavile v oddaji The Oprah Winfrey Show, kjer so zapele dve pesmi, nato pa opravile intervju z Oprah.
Leta 1999 so Spice Girls izdale televizijsko specijalko The Spice Girls in America: A Tour Story, ki je sledila njihovim avanturam med ameriško turnejo in prikazala tudi odhod Geri Halliwell. Leta 2003 je televizijska oddaja Behind the Music eno epizodo namenila skupini Spice Girls; kasneje je isto storila oddaja kanala E! Entertainment Television, E! True Hollywood Story.
Po razhodu je skupina Spice Girls prvič spet uradno skupaj nastopila v gledališču Kodak v Hollywoodu, kjer so nastopile na modni reviji Victoria's Secret. Tam so nastopile z dvema singloma, njihovo uspešnico »Stop« iz leta 1998, ter glavnim singlom z albuma z njihovimi največjimi uspešnicami, »Headlines (Friendship Never Ends)«. Nastop je 15. novembra 2007 CBS posnel 4. decembra istega leta tudi izdal v oddaji, ki si jo je ogledalo 7,4 milijona ljudi.
Dcembra 2007 so Spice Girls izdale svoj prvi uradni dokumentarni film, Spice Girls: Giving You Everything, ki se je premierno predvajal na avstralskem kanalu FOX8, nato 19. decembra 2007 na avstralskem kanalu CTV, 31. decembra pa še na kanalu BBC v Veliki Britaniji. Zgodbo filma pripoveduje vseh pet članic samih. Naslov dokumentarnega filma prihaja iz refrena pesmi »Say You'll Be There«. Dokumentarni film si je le v Veliki Britaniji ogledalo 3,6 milijonov ljudi.

### Viva Forever: Muzikal
27. novembra 2012 so v gledališču Piccadilly v Londonu pričeli upodabljati muzikal Viva Forever, ki je temeljil na pesmih skupine Spice Girls. Muzikal je napisala Jennifer Saunders, producirala Judy Craymer in režiral Paul Garrington. 11. decembra 2012 so priredili tiskovno konferenco za muzikal, ki vključuje tudi njihove največje uspešnice, kot so »Wannabe«, »Spice Up Your Life« in istoimenska »Viva Forever«.

### Trženje in sponzorstvo
Leta 1997 so Spice Girls pričele kapitalizirati svojo slavo preko več milijonov dolarjev vrednih pogodb za trženje izdelkov, kot so Chupa Chups, Walkers Crisps, Cadbury Chocolate, Polaroid, Impulse Deodorant, Aprilia Scooters, Domino Sugar, lutk Spice Girls, videoigro za PlayStation, sponzorstvo za supermarket ASDA (reklame za slednje so predvajali predvsem preko kanala Channel 5) in Pepsi. Le pogodba za Pepsi je bila vredna 5 milijonov £ oziroma 10 milijonov $. Spice Girls so samo tistega leta s trženjem zaslužile 300 milijonov £, med letoma 1996 in 1998 pa med 500 in 800 milijonov.
Ob vrhuncu njihove slave v devetdesetih je več podjetij izdalo uradne in neuradne izdelke, povezane s skupino, vključno z oblačili, nalepkami, razglednicami, kemičnimi svinčniki, torbami, čevlji, kapami, urami, kozmetiko, hrano, igračami, nahrbtniki, revijami, skodelicami, posnetki itd.
Poleti leta 1997 so skupino kritizirali zaradi »pretiranega trženja« po vsem svetu; javnost je menila, da se preveč izpostavljajo in da so podpisale preveč pogodb za sponzorstvo z velikimi podjetji. Skupina se je na kritike s strani javnosti in medijev odzvala z videospotom za pesem »Spice Up Your Life«, kjer prikažejo veliko njihovih izdelkov. Med najbolj znane izdelke, ki so jih promovirale, sodijo:
- Čokolada Catebury: 10 čokoladnih tablic v različnih škatlah in počitniški kolekciji z velikonočnimi jajci z motivom vsakega dekleta, pa tudi cele skupine.
- Chupa Chups: med mnogimi izdelki, ki so jih izdali, so bili tudi različni zavojčki z lizikami z motivom vsakega dekleta, najbolj znan od izdelkov pa je bil žvečilni gumi »Fantasy Ball Chupa Chups«, ki so ga izdali v šestih različnih ovitkih z nalepkami. Izdali so tudi žvečilna gumija z imenom Pushpops in Crazy Dips, ki sta vključevala tatuje oziroma majhne mikrofončke.
- Walkers Crisps: med promocijo so ustvarili 51 različnih ovitkov, 10 za vsako članico in enega za celotno skupino. Za produkte so dekleta posnela dve reklami.
- Pepsi Cola: zgodaj leta 1997, so Spice Girls s Pepsi podpisale več milijonov vredno pogodbo, s katero so zaslužile več kot 5 milijonov £ (10 milijonov $).[133] The girls were featured on several cans and bottles of Pepsi throughout Europe. Promotional giveaways included collectible drinking glasses and a music single, "Step to Me". The girls starred in three television adverts for Pepsi all featuring the song "Move Over (Generation Next)".
- Lutke Spice Girls: izdalo jih je podjetje Galoob Toys leta 1997, med božično sezono tistega leta pa so postale velika uspešnica.[136]
- Polaroid: izdali so navadni Polaroid instant fotoaparat rožnate in vijolične barve ter z motivom Spice Girls. Vsako od deklet je posnelo oglas za nove tipe Polaroidega filma (npr. črno-bel, pisalni, itd.), enega pa so posnele tudi skupaj.
- Impulse: Dekleta so izdala dišavo »Impulse Spice«, kasneje pa še deodorant in milo. Za vse izdelke so posneli le eno reklamo.
- Videoigra za PlayStation: Spice World, videoigro z dekleti v animirani obliki, so izdali leta 1998.
- Skuterji podjetja Aprilia: 5 različnih skuterjev, vsakega je promovirala ena od članic skupine Spice Girls, so izdali in prodajali pod imenom »Spice Sonic Effect«.
- Supermarketi ASDA: britanska veriga supermarketov, ASDA, je izdelala več kot 40 različnih izdelkov, ki so jih za božič 1997 promovirale Spice Girls, in sicer potrebščine za božične zabave, čokoladne piškote in piškote drugih okusov, torte, pice, brisače, blazine, torbe, obleke, čevlje (med drugim tudi čevlje z visoko peto z njihovim motivom) in celo otroške obroke v restavraciji supermarketa. Pogodba, ki jo je skupina podpisala z ASDA, jim je prislužila več kot 1 milijon £ (2 milijona $)[137]
- Tesco Supermarkets: leta 2007 so Spice Girls ob božiču izdale dvodelno reklamo, za katero so jim plačali 5 milijonov £ (10 milijonov $).[75]
- Channel 5 (Velika Britanija): dekleta so se v sklopu promocije leta 1997 pojavila v promocijskih oglasih, posnela pesem (»1,2,3,4,5!«), posnela videospot in sodelovala tudi pri otvoritvi petega največjega britanskega kanala.
- Domino Sugar: Spice Girls so sladkor promovirale kot sponzor med njihovo severnoameriško turnejo, nekaj posnetkov so predvajale pred koncertom in med odmori.
- Target Stores: ameriška diskontna trgovina je bila eno največjih podjetji, ki je v Združenih državah Amerike in Avstraliji proizavajalo izdelke, ki so jih promovirale Spice Girls, po navadi kolesa, šolske potrebščine, potrebščine za zabave in igrače.

## Rekordi in dosežki
Do januarja 2010 so Spice Girls po svetu prodale 80 milijonov izvodov svojih del. V centralni Evropi so prodale 13, v Združenih državah Amerike 14 in v Kanadi 2,4 milijona izvodov albumov. V Veliki Britaniji se je na vrh glasbene lestvice uvrstilo devet njihovih singlov, pri čemer so jih prekosili le glasbeniki, kot so Take That (enajst), The Shadows (dvanajst), Madonna (trinajst), Westlife (štirinajst), Cliff Richard (štirinajst), The Beatles (sedemnajst) in Elvis Presley (enaindvajset), enako pa je uspelo glasbeni skupini ABBA. Trem od teh singlov je to uspelo v času božiča, in sicer v treh zaporednih singlih (pesem »2 Become 1« leta 1996, pesem »Too Much« leta 1997 in pesem »Goodbye« leta 1998). Njihov singl »Wannabe« je najbolje prodajana pesem ženske skupine vseh časov, njihov album Spice pa je osemnajsti najbolje prodajan album v Veliki Britaniji vseh časov, saj so tamkaj prodali kar tri milijone izvodov albuma in petnajst tednov ostal na vrhu tamkajšnje britanske lestvice, kar je največ, kar je kdaj uspelo katerikoli ženski glasbeni skupini. Ker so po svetu prodali 28 milijonov izvodov albuma, je slednji postal tudi najbolje prodajan glasbeni album ženske skupine na svetu. Skupina je tudi prvi glasbeni akt in zaenkrat edina ženska glasbena skupina, katerih prvih šest singlov (»Wannabe«, »Say You'll Be There«, »2 Become 1«, »Mama«/»Who Do You Think You Are«, »Spice Up Your Life« in »Too Much«) je zasedlo vrh britanske glasbene lestvice; šele njihov sedmi singl, »Stop«, izdan marca 1998, je na lestvici zasedel le drugo mesto. Pesem »Wannabe« je debitirala na enajstem mestu lestvice Billboard Hot 100, kar je najvišja uvrstitev pesmi britanske glasbene skupine na ameriški lestvici, s čimer so Spice Girls podrle rekord, ki ga je prej dosegla pesem »I Want to Hold Your Hand« (Beatli); to je tudi najvišja uvrstitev debitantskega singla na tej lestvici od prve pesmi Alanis Morissette. Pesem »Say You'll Be There« je debitirala na petem mestu lestvice Billboard Hot 100, kar je najvišja uvrstitev katere koli pesmi v prvem tednu od izida; tega rekorda do danes ni še nihče podrl. Skupina Spice Girls je prva britanska glasbena skupina, katere dva albuma, Spice in Spiceworld, sta bila istočasno na ameriški glasbeni lestvici od skupine Rolling Stones leta 1975. Leta 1998 so z letnim zaslužkom 29,6 milijoni £ (približno 49 milijonov $) postale najbolje plačana ženska glasbena skupina. V samo dveh tednih so prodale sedem milijonov izvodov albuma Spiceworld, od tega 1,4 milijonov izvodov le v Veliki Britaniji, kar je najhitrejša prodaja albuma v štirinajstih dneh vseh časov. Njihov film, Spiceworld: The Movie, je v Združenih državah Amerike podrl rekord za najbolje prodajan film ob prvem vikendu, izdan v času Super Bowla (25. januarja 1999), saj je zaslužil kar 10.527.222 $. V Veliki Britaniji je film ob izidu postal najbolje prodajan DVD tedna, saj so tamkaj že v prvem dnevu prodali kar 55.000, v prvem tednu pa 270.000 izvodov. Spice Girls so prejele mnogo nagrad, med drugim tudi pet BRIT Awards, tri American Music Awards, tri MTV Europe Music Awards, eno MTV Video Music Awards in tri nagrade World Music Awards. Njihova turneja Return of the Spice Girls Tour je bila najbolje prodajana turneja leta 2008, saj so z njo zaslužile kar 16,5 milijonov £ (33 milijonov $). Priprave na turnejo so stale približno 70 milijonov $, od prodaje vstopnic pa so zaslužili 107,2 milijonov $.

## Diskografija
- Spice (1996)
- Spiceworld (1997)
- Forever (2000)
- Greatest Hits (2007)